# İncirli, Hasankeyf
İncirli là một xã thuộc huyện Hasankeyf, tỉnh Batman, Thổ Nhĩ Kỳ. Dân số thời điểm năm 2011 là 127 người.